# Enyedi Hírlap
Az Enyedi Hírlap politikai, társadalmi és gazdasági hetilap. (1931-1941). Székhely: Nagyenyed.

## Szerkesztői, tartalma
Szabó András szerkesztette 1931-től 1941-ig, amikor a 3. szám után engedélyét megvonták. Segédszerkesztője az 1934. évfolyam 41. számától kezdve Papp G. György, majd 1935-36-ban Fövenyessy Bertalan, aki később is főmunkatársa. 1936-37-ben Hírlap címmel jelent meg, s csak a VII. évfolyam (1937) 28. számától ismét Enyedi Hírlap a címe. A 35. számtól kezdve alcíme Gazeta Aiudului. Megtartotta elődje, az Enyedi Újság jellegét és munkatársait: kollégiumi és kulturális vonatkozású cikkeket Csefó Sándor, Balázs Zsigmond, Pálffy Endre, Musnai László és Vita Zsigmond tollából közölt. Az Enyedi Hírlap közölt Szathmáry Gyulától természettudományi cikkeket. Itt jelentek meg Sáska László afrikai levelei, helyet adott fiatal íróknak s a román irodalomból való fordításoknak. 1939-ben, a református teológia hangversenye után, vitát indított Bartók és Kodály népdalfeldolgozásai és az új magyar kóruskultúra kérdéséről.